# Poiseuille (Einheit)
Das Poiseuille (Einheitenzeichen: Pl), benannt nach dem französischen Physiker Jean Léonard Marie Poiseuille, war eine französische Einheit der dynamischen Viskosität und sollte nicht mit der CGS-Einheit Poise verwechselt werden.
- 1 Pl = 10 Poise = 1 Pascal · Sekunde

Diese Einheit steht für Newtonsekunde pro Quadratmeter.